# باشگاه ورزشی سینگ تائو
باشگاه ورزشی سینگ تائو یک باشگاه فوتبال هنگ کنگی بود که پس از فصل ۹۹–۱۹۹۸ منحل شد. این باشگاه توسط آو هو، مدیر روزنامه سینگ تائو دیلی، در سال ۱۹۴۰ تأسیس شد. تیم اولین حضور خود را در لیگ دسته اول در فصل ۴۱–۱۹۴۰ تجربه کرد. این تیم دو بار، به ترتیب در فصل‌های ۶۳–۱۹۶۲ و ۷۳–۱۹۷۲، به لیگ دسته دوم سقوط کرد. این باشگاه در فصل ۶۹–۱۹۶۸ حرفه‌ای شد. آنها در فصل ۸۸–۱۹۸۷ دوباره به لیگ دسته اول صعود کردند و تا زمان انحلال آن در سال ۱۹۹۹ توسط شرکت سینگ تائو لیمیتد، که در آن زمان زیرمجموعه سینگ تائو هولدینگز بود، در این لیگ ماندند.